# Гнойовик розсіяний

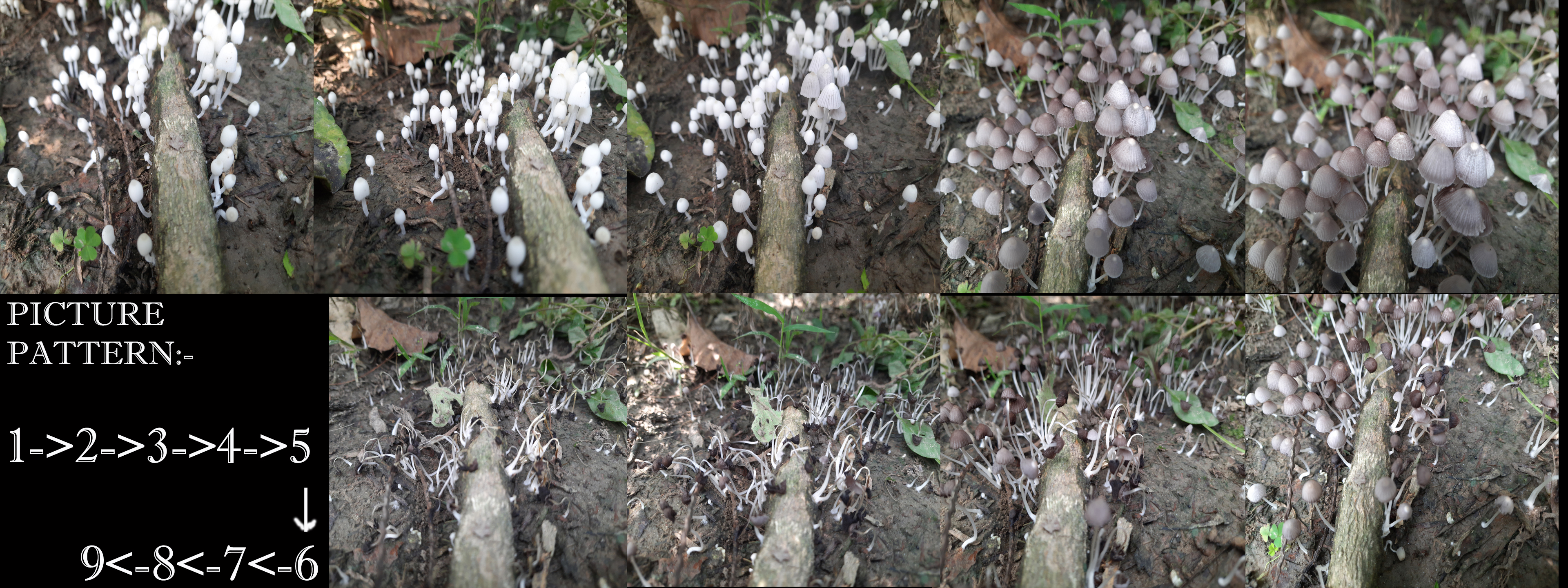
Життєвий цикл Coprinellus disseminatus

Гнойовик розсіяний (лат. Coprinellus disseminatus, раніше лат. Coprinus disseminatus; широко відомий як «казкова чорнильниця» або «розсипчаста шапочка») — вид пластичних грибів родини Псатиреллові. Сучасну назву вид отримав у 1939 році Якобом Емануелем Ланге.

## Опис
Гнойовик розсіяний має приблизно 143 статі (типи спарювання). Вид неотруйний. Неїстівний через маленький розмір капелюшків, що містять дуже мало м'якоті.
Шапинка гриба яйцеподібної, конічної або дзвонової форми діаметром 0,5-1,5 см, борозенчастий або складчастий. Шкірка кремового або охристого кольору, до центру темніша до темно-коричневої, з віком вицвітає, стає сірою або білуватою. Її поверхня бархатиста, покрита волосками та зернятками (залишки велуму), які можна побачити в лупу.
М'якуш капелюшка дуже тонка і ніжна, без вираженого смаку і запаху.
Ніжка 1-5 см завдовжки та 1-2 мм в діаметрі, білувата, виглядає прозорою, порожниста і дуже тендітна, іноді потовщена біля основи.
Пластини гіменофору відносно рідкі, вільні або прирослі до ніжки, опуклі. Колір спочатку білий, швидко стає сіро-фіолетовим, пізніше коричнево-чорним. На відміну від інших гнійників, пластини цього виду розпливаються тільки в дощову погоду, а у відсутність вологи гриб засихає.
Відбиток спор чорний, спори 8,5×4,5 мкм, еліпсоїдальні, з часом.

## Поширення
Сапротроф, мешкає на пнях і гниючій деревині листяних дерев. З'являється масовими скупченнями іноді кілька сотень плодових тіл. Часто зустрічається, поширений у північній помірній зоні. Основний сезон — літо та осінь.

## Галерея

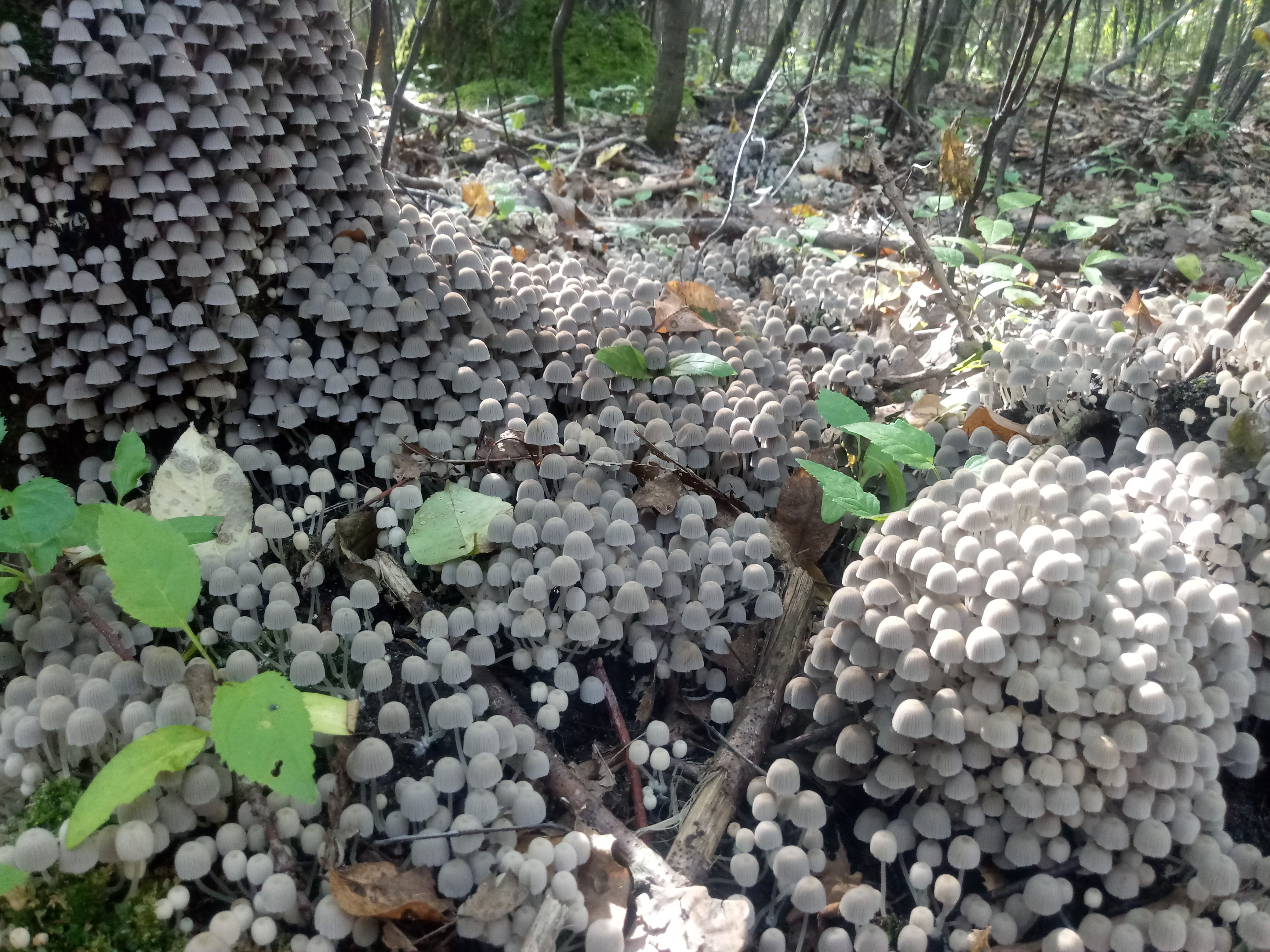
Багато грибів у лісі
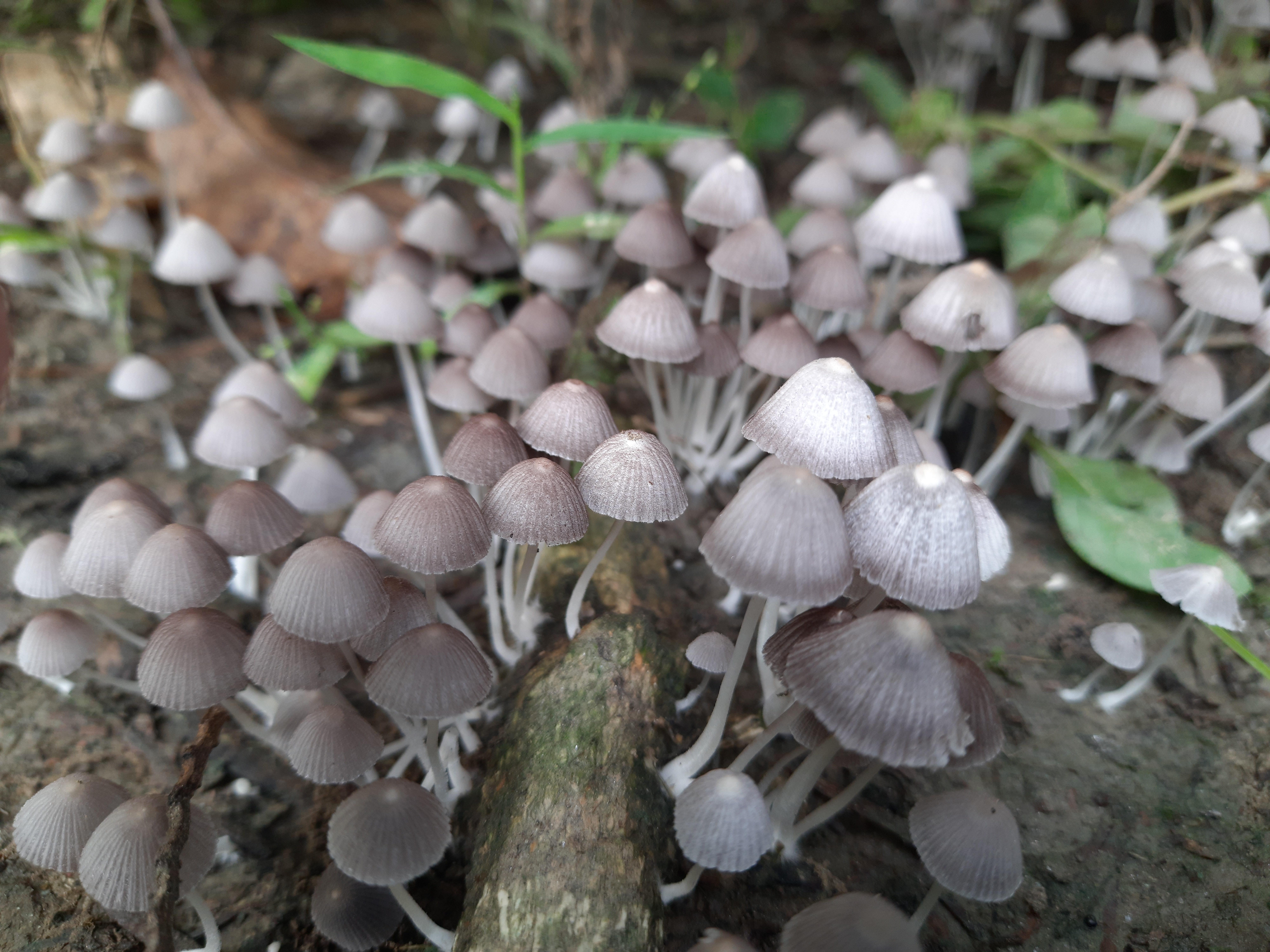
Шапочки гриба
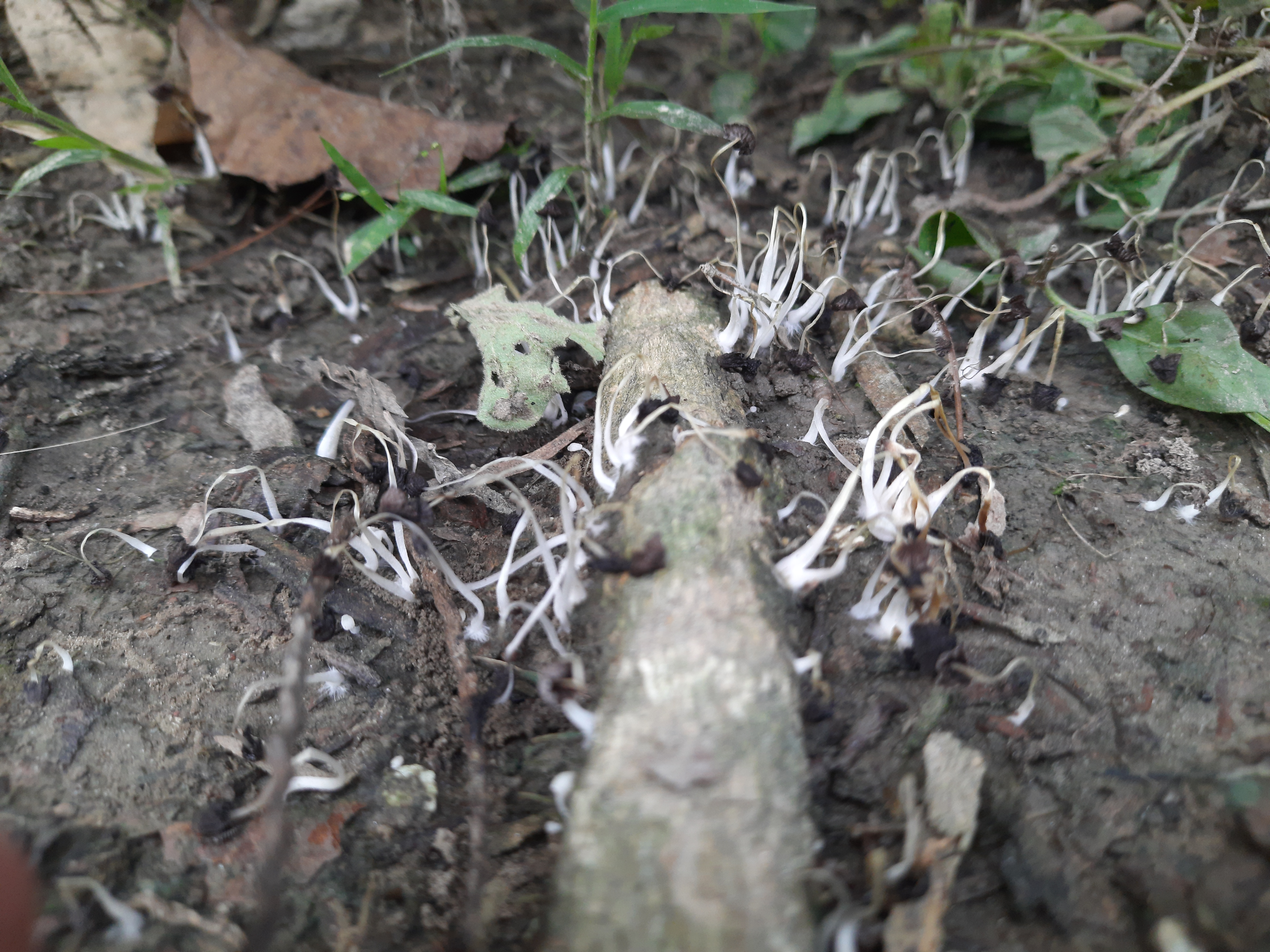
Загиблі гриби
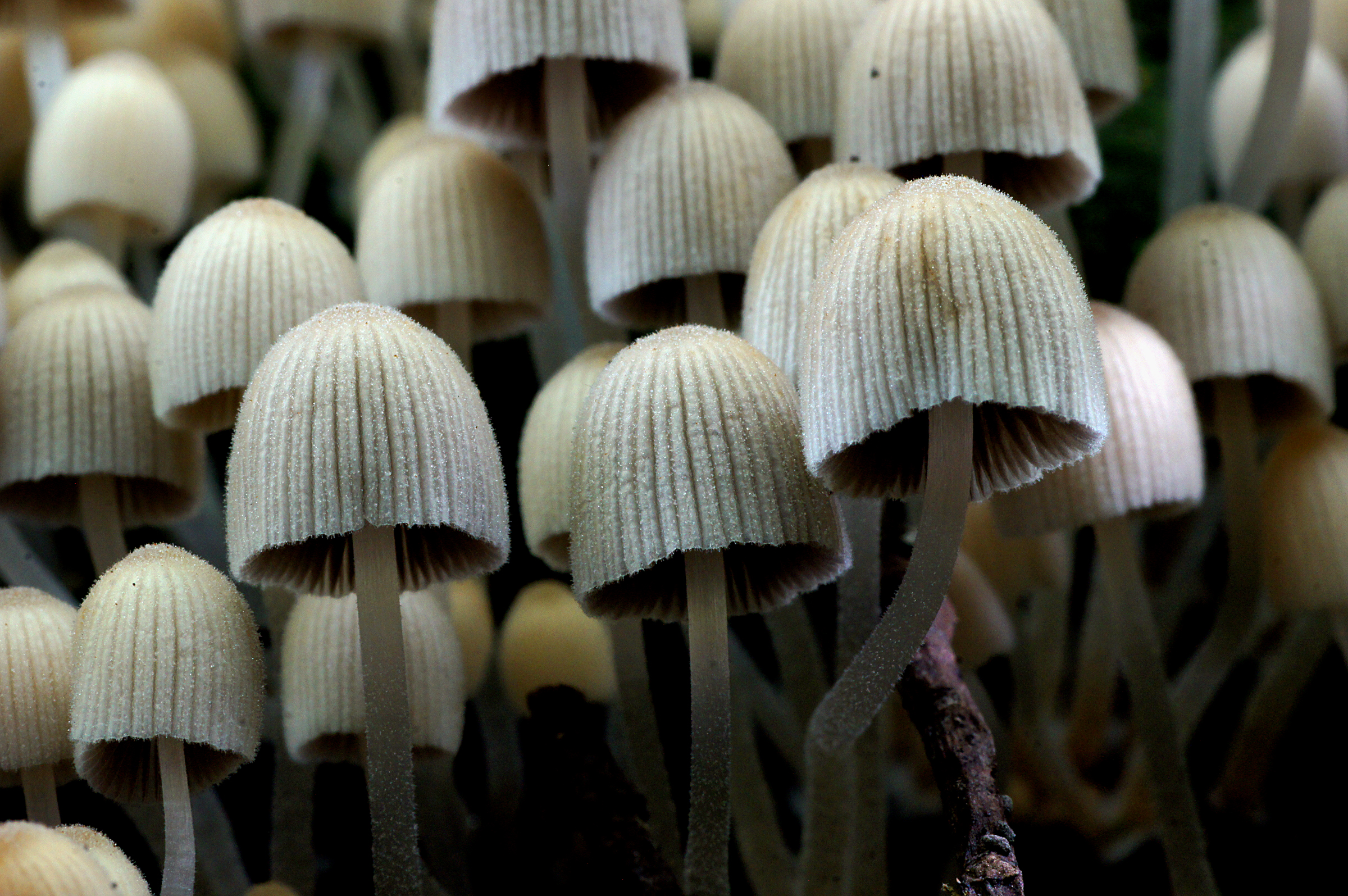
Вид зблизька на гриби
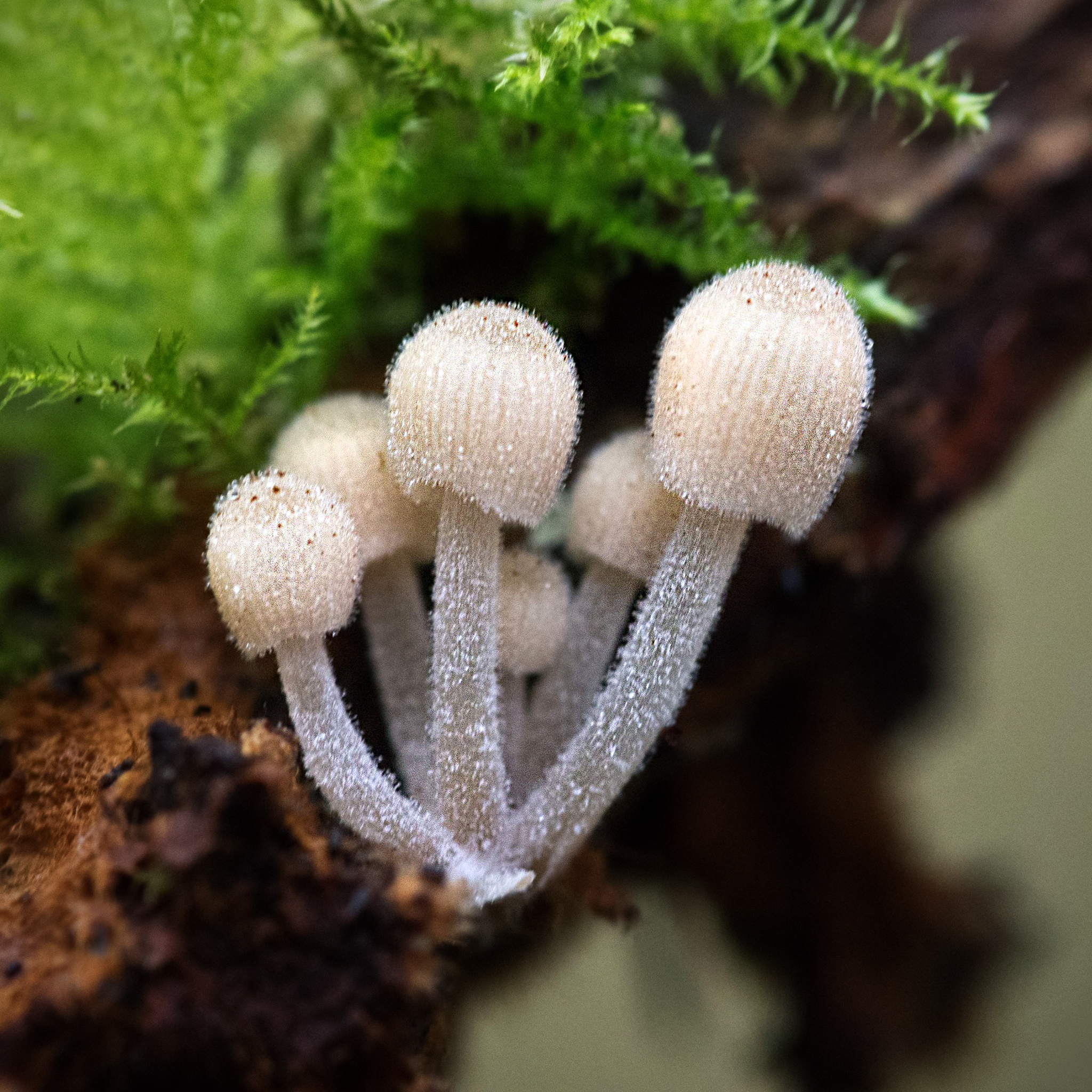
Новонароджені гриби
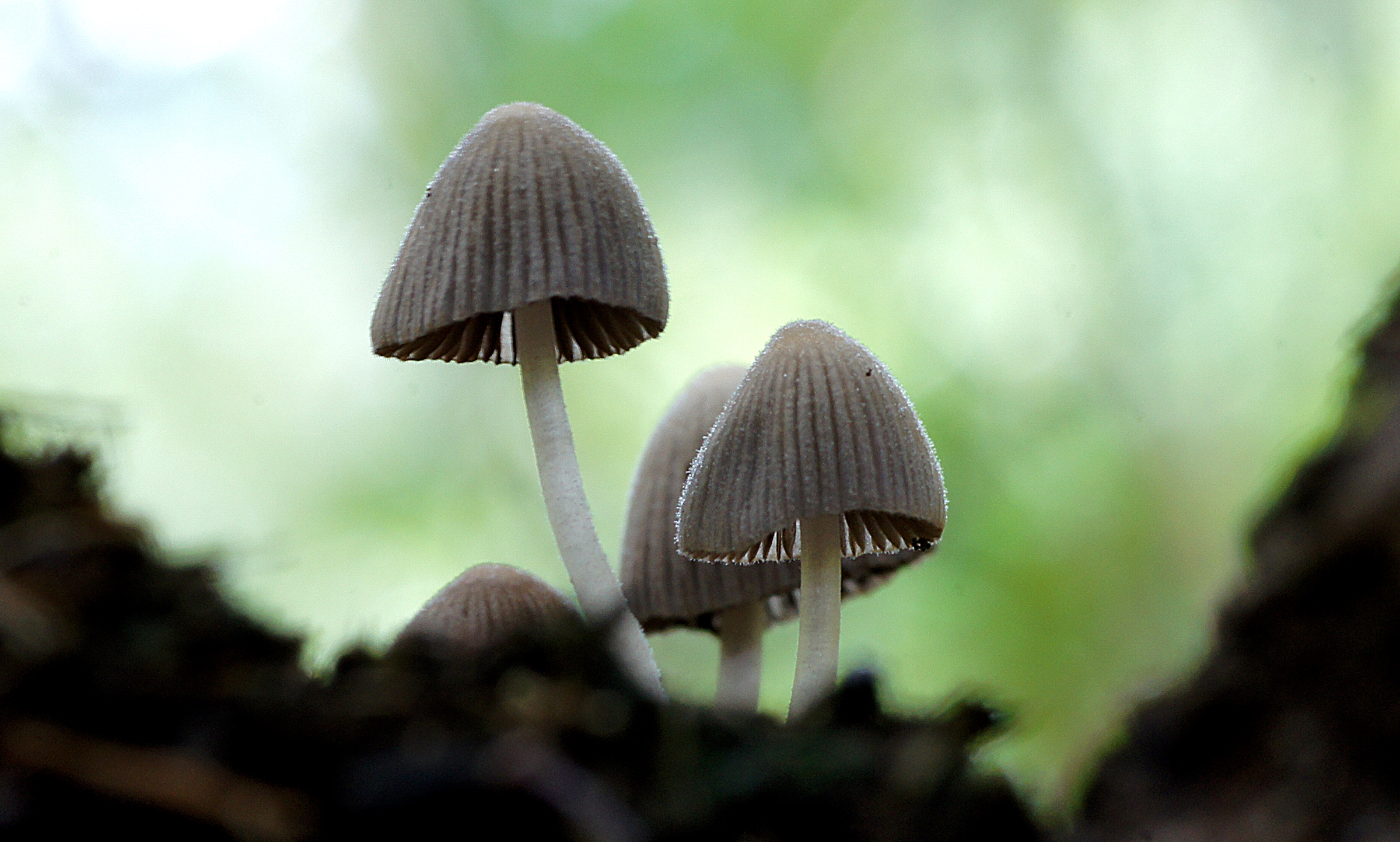
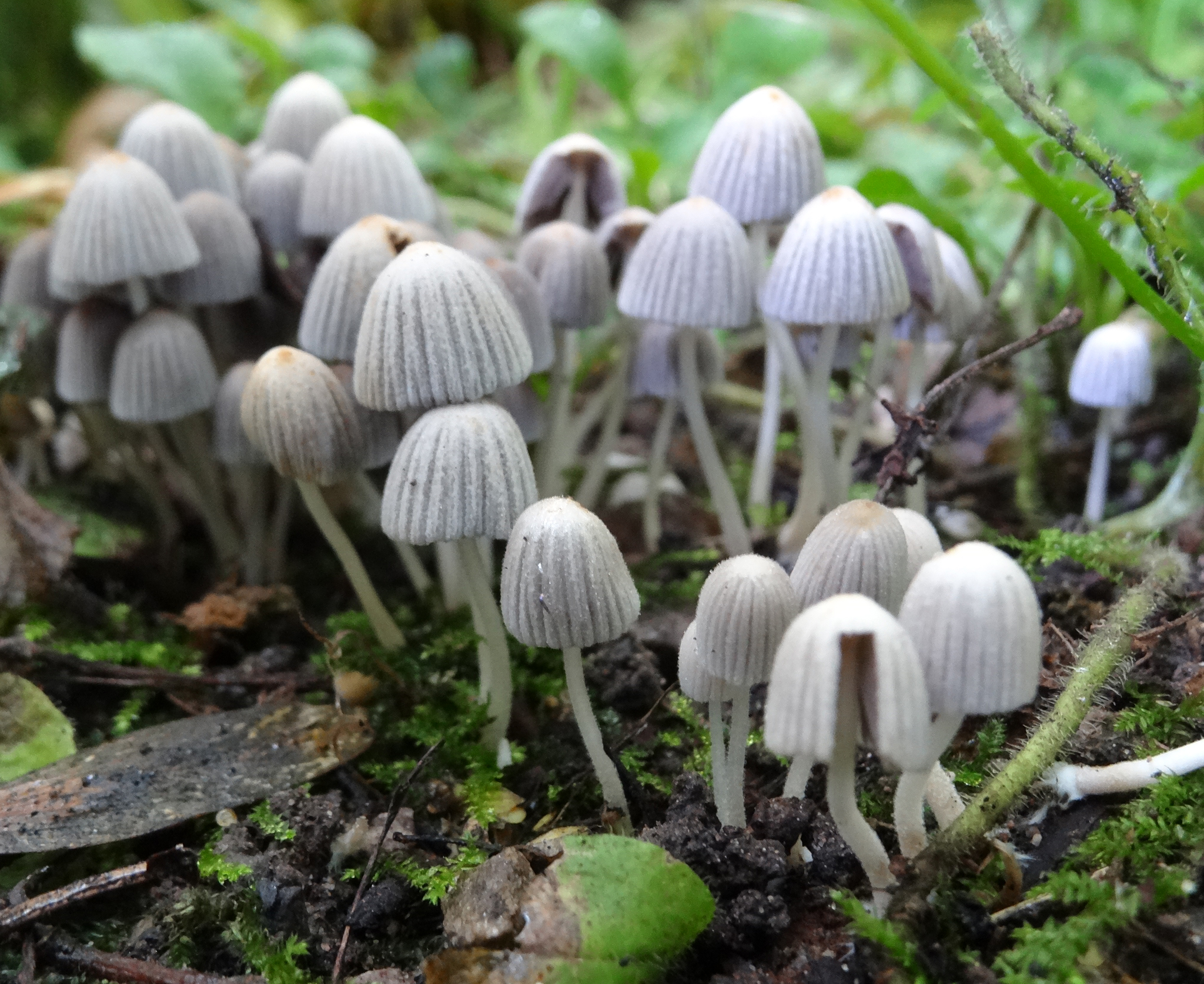
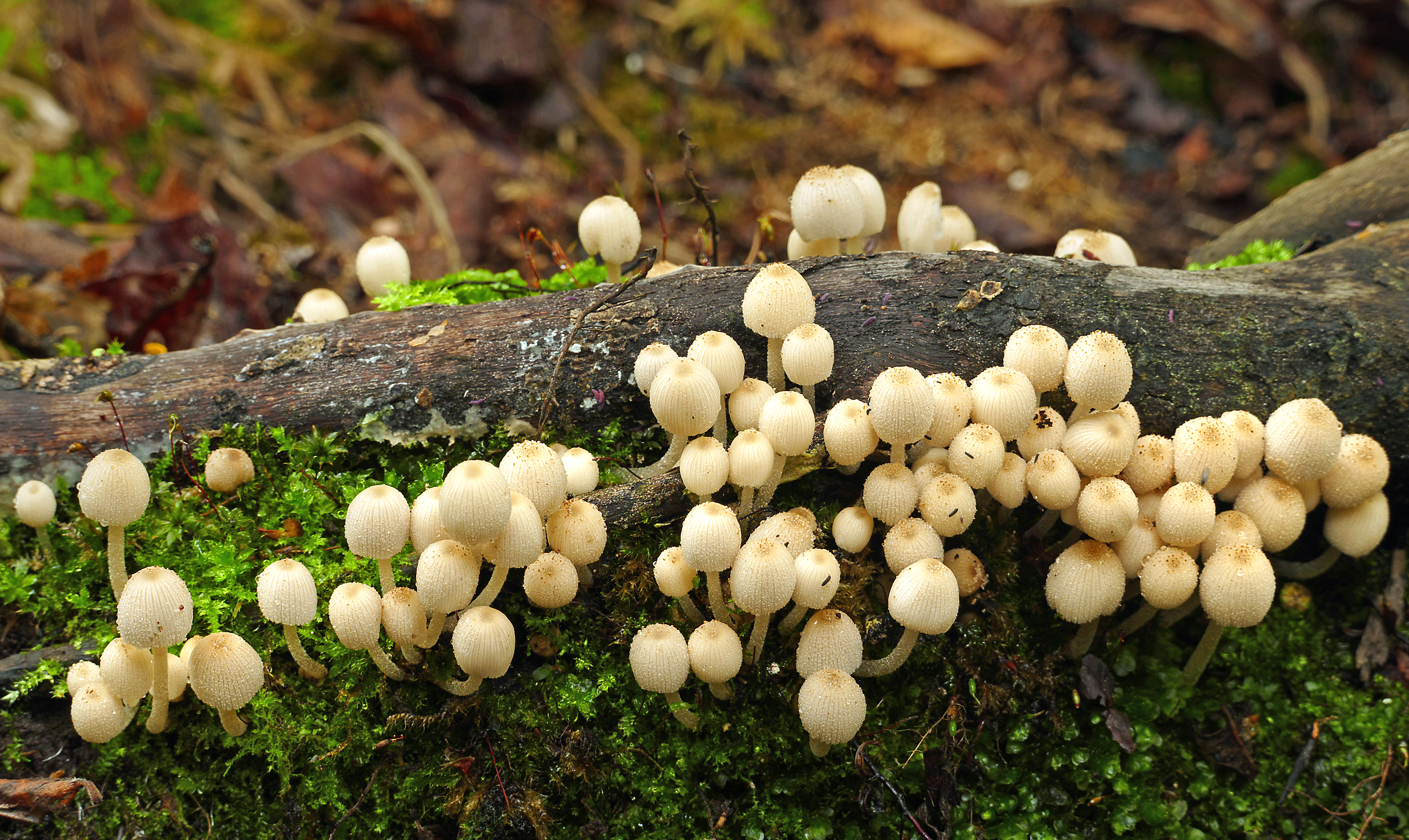
Новонароджені гриби.
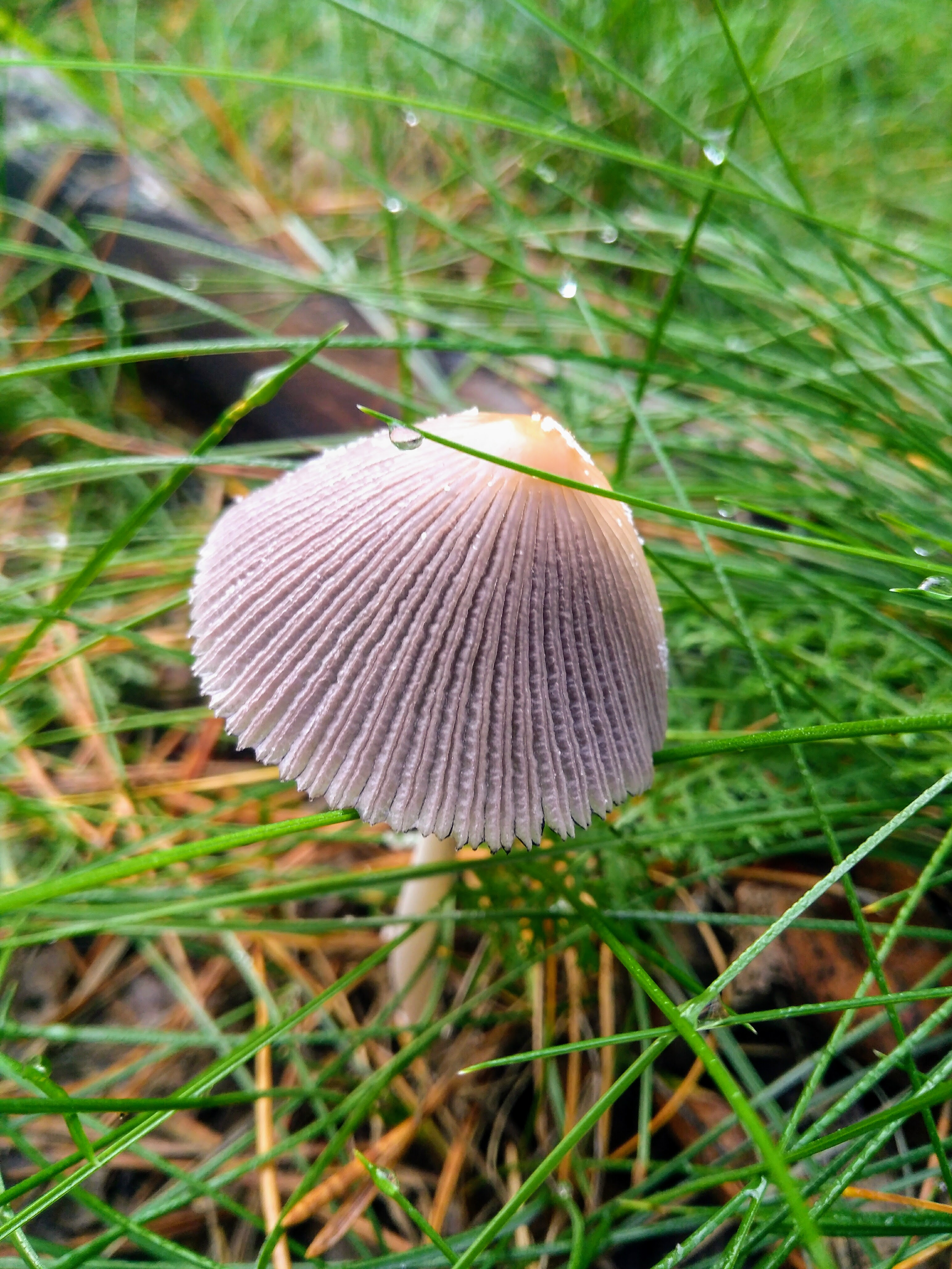
Гнойовик розсіяний на Київщині